# Ederam
Ederam (lateinisch Ederammus, † vor 1049) war ein Bischof in Polen.
Er wurde nur in den Nekrologien der bayerischen Klöster Sankt Emmeram in Regensburg und Weltenburg genannt, in letzterem als Ederammus eps. de Polania (Ederam Bischof von Polen). Da die entsprechende Fassung des Regensburger Totenbuches 1049 abgeschlossen war, muss der Bischof davor gestorben sein.
Mögliche Bistümer wären Posen, Breslau und Krakau, oder auch Gnesen.